# یواس‌اس اشلند (ال‌اس‌دی-۴۸)
یواس‌اس اشلند (ال‌اس‌دی-۴۸) (به انگلیسی: USS Ashland (LSD-48)) یک کشتی است که طول آن ۶۱۰ فوت (۱۹۰ متر) می‌باشد. این کشتی در سال ۱۹۸۹ ساخته شد.